# Kanton La Ciotat
Kanton La Ciotat is een kanton van het Franse departement Bouches-du-Rhône. Het kanton maakt deel uit van het arrondissement Marseille.

## Gemeenten
Het kanton La Ciotat omvatte tot 2014 de volgende gemeenten:
- Ceyreste
- La Ciotat (hoofdplaats)

Bij de herindeling van de kantons door het decreet van 27 februari 2014, met uitwerking op 22 maart 2015, werden daar de volgende 5 gemeenten uit het opgeheven kanton Aubagne-Est aan toegevoegd :
- Carnoux-en-Provence
- Cassis
- Cuges-les-Pins
- Gémenos
- Roquefort-la-Bédoule